# Oncaea atlantica
Oncaea atlantica is een eenoogkreeftjessoort uit de familie van de Oncaeidae. De wetenschappelijke naam van de soort is voor het eerst geldig gepubliceerd in 1967 door Shmeleva.